# Champions Challenge (tennis) 2006
Het Champions Challenge tennistoernooi van 2006 vond plaats van 4 januari tot en met 8 januari in Hongkong. Dit tennistoernooi maakt geen onderdeel uit van de WTA en telt daarom ook niet mee voor de WTA ranglijst. Er werd gespeeld op een hardcourtbaan.

## Kwartfinale
Op de eerste dag van de Champions Challenge haalden Jelena Dementjeva en Lindsay Davenport flink uit door respectievelijk Serena Williams en Nicole Vaidišová simpel aan de kant te schuiven. Vooral de uitstekende prestatie van Dementieva was opmerkelijk te noemen, aangezien haar service doorgaans dermate zwak is dat een hardhitter als Williams haar service relatief gemakkelijk zou moeten kunnen breken. Een dag later zorgde Venus Williams voor eerherstel in de Williams-familie door Sania Mirza met 6-3, 6-3 te verslaan. Kim Clijsters behaalde eveneens de halve finale, maar moest wel een set afstaan aan de Chinese Zheng Jie.
| kwartfinale       |                  |   |                  |                  | score         |
| ----------------- | ---------------- | - | ---------------- | ---------------- | ------------- |
| Lindsay Davenport | Verenigde Staten | - | Nicole Vaidišová | Tsjechië         | 6-2, 6-2      |
| Venus Williams    | Verenigde Staten | - | Sania Mirza      | India            | 6-3, 6-3      |
| Jelena Dementjeva | Rusland          | - | Serena Williams  | Verenigde Staten | 6-3, 6-1      |
| Kim Clijsters     | België           | - | Zheng Jie        | China            | 2-6, 6-2, 6-2 |

## Halve finale
In de halve finales hadden Kim Clijsters en Lindsay Davenport geen enkele moeite om de finale te bereiken. Zowel Jelena Dementjeva als Venus Williams konden geen potten breken en dolven ruimschoots het onderspit.
| Halve finale      |                  |   |                   |                  | score    |
| ----------------- | ---------------- | - | ----------------- | ---------------- | -------- |
| Venus Williams    | Verenigde Staten | - | Lindsay Davenport | Verenigde Staten | 3-6, 1-6 |
| Jelena Dementjeva | Rusland          | - | Kim Clijsters     | België           | 3-6, 3-6 |

## Finale
Kim Clijsters kende in de finale nauwelijks problemen om de Amerikaanse Lindsay Davenport van zich af te schudden. In het demonstratietoernooi gaat het niet om de punten voor de wereldranglijst, maar telt een overwinning wel door in de gedachten van de deelneemsters. Clijsters heeft daarom een mentale voorsprong genomen in de strijd naar de Australian Open.
| Finale            |                  |   |               |        | score    |
| ----------------- | ---------------- | - | ------------- | ------ | -------- |
| Lindsay Davenport | Verenigde Staten | - | Kim Clijsters | België | 3-6, 5-7 |